# Тарасово (Холмогорский район)
Тарасово — деревня в Холмогорском районе Архангельской области.

## География
Находится в центральной части Архангельской области на расстоянии приблизительно 10 км на восток-северо-восток по прямой от административного центра района села Холмогоры на правом берегу реки Северная Двина.

## История
В 1859 году здесь (тогда деревня Холмогорского уезда Архангельской губернии) было учтено 13 дворов. До 2022 года входила в Луковецкое сельское поселение до его упразднения. В деревне находится памятник архтитектуры, деревянная церковь Василия Блаженного.

## Население
Численность населения: 68 человек (1859 год), 16 (русские 100 %) в 2002 году, 10 в 2010.